# Longchamps-sur-Aire
Longchamps-sur-Aire è un comune francese di 150 abitanti situato nel dipartimento della Mosa nella regione del Grand Est.

## Storia

### Simboli
Lo stemma è stato adottato dal comune il 30 settembre 2013.
Il palo d'oro rappresenta un lungo campo (in francese long champ) coltivato, e la campagna ondata il fiume Aire.
Un tempo il paese era composto da tre signorie: una dipendeva dalla prevostura di Saint-Mihiel; le altre due, Combervaux e Bassompierre, erano rette da incaricati dei signori locali: i Wanault sono rappresentati dagli smalti rosso, oro e nero, i Colliquet dalle teste di cinghiale e i de l'Escale da una testa d'aquila.

## Società

### Evoluzione demografica
Abitanti censiti